# 刘建华 (1916年)
刘建华（1916年7月—2014年5月10日），江西寻乌县人，中华人民共和国政治人物。

## 生平
劉建華早年参加中国工农红军，并随部队长征，后进入粤赣边进行游击战争。抗日战争时期，历任江西信丰县委书记、广东南雄县委组织部长、赣南特委组织部长、东江纵队政治部干部科长，雄余信地区武工队政委等职。第二次国共内战期间，担任赣南工委书记兼赣南支队政委等职。1949年后，担任赣南区党委副书记、第一书记，江西委组织部长，景德镇市革委会主任，江西省委党校党委书记等职，1980年1月当选政协江西省委员会副主席。